# 北极狐行动
北極狐行動（德語：Unternehmen Polarfuchs；芬蘭語：operaatio Napakettu；俄語：Кандалакшская операция）是1941年7月德國和芬蘭軍隊在芬蘭薩拉對抗蘇聯北方前線防禦工事的代號。該行動是更大的銀狐行動的一部分，該行動旨在奪取摩爾曼斯克的重要港口。北極狐行動與拉普蘭最北部的白金狐行動（Platinfuchs；Platinakettu）同時進行。北極狐行動的主要目標是奪取薩拉鎮，然後向坎達拉克沙方向推進，以阻斷通往摩爾曼斯克的鐵路線。
作為德國和芬蘭軍隊的聯合行動，它結合了經驗豐富的芬蘭北極部隊和來自挪威的相對不合適的德國部隊。經過激烈的戰鬥，他們設法佔領了薩拉，但德軍無法攻克更東邊的戰前蘇聯邊境防禦工事。芬蘭部隊能夠取得更好的進展，並來到摩爾曼斯克鐵路30公里以內。強大的蘇聯援軍阻止了任何進一步的推進。由於俄羅斯中部和南部的局勢不斷升級，德國人不願向該戰區分配更多部隊，並要求結束他們的攻勢。由於芬蘭人不願獨自繼續進攻，北極狐戰役於1941年11月結束。